# Earina
Earina é um género botânico pertencente à família das orquídeas (Orchidaceae).

## Espécies
1. Earina aestivalis Cheeseman, Trans. & Proc. New Zealand Inst. 51: 11, 93 (1919)
2. Earina autumnalis (G.Forst.) Hook.f., Fl. Nov.-Zel. 1: 239 (1853)
3. Earina deplanchei Rchb.f., Linnaea 41: 96 (1876)
4. Earina floripecten Kraenzl., Vierteljahrsschr. Naturf. Ges. Zürich 74: 75 (1929)
5. Earina mucronata Lindl., Edwards's Bot. Reg. 20: t. 1699 (1834)
6. Earina sigmoidea T.Hashim., Ann. Tsukuba Bot. Gard. 16: 1 (1997)
7. Earina valida Rchb.f., Linnaea 41: 96 (1876)